# John Strachan
John Strachan (12 de abril de 1778 — 1 de novembro de 1867) foi uma figura influente no Alto Canadá e o primeiro bispo anglicano de Toronto. Ele é mais conhecido como bispo político que ocupou vários cargos no governo e promoveu a educação das escolas comuns para ajudar a fundar a Universidade de Toronto. 

## Vida pregressa
Strachan era o caçula de seis filhos do supervisor de uma pedreira de granito em Aberdeen, Escócia, também chamado John Strachan, e de Elizabeth Findlayson. Ele se formou no King's College, Aberdeen, em 1797. Após a morte de seu pai em um acidente em 1794, Strachan foi tutor e deu aulas para financiar sua própria educação.
Ele emigrou para Kingston, Canadá Superior, para ser tutor dos filhos de Richard Cartwright. Ele se candidatou ao púlpito de uma igreja presbiteriana em Montreal, mas não recebeu o cargo. Ele então se tornou um ministro anglicano e se tornou ministro de uma igreja em Cornwall, Ontário.
Strachan lecionou em uma escola primária frequentada pela elite do Alto Canadá. Strachan lecionou para mais de 20 alunos em 1804 e tinha cerca de 40 em 1808. As crianças educadas foram treinadas para serem "governantes em potencial da próxima geração" por Strachan.
Ele se casou com Ann McGill, née Wood, viúva de Andrew McGill, na primavera de 1807. Strachan e McGill teriam 3 filhos na Cornualha e 6 filhos em York. Os filhos nascidos na Cornualha foram James (1808), Elizabeth (1810, falecida em 1812) e George Cartwright (1812). Os filhos nascidos em York foram Elizabeth Mary (1814), John (1815), Alexander Wood (1817) e Agnes (1822, falecida "antes de completar 17 anos"). Além disso, em York, nasceram duas filhas que morreram ainda bebês.

## York e a Guerra de 1812
Ele se mudou para York, Canadá Superior, pouco antes da Guerra de 1812, onde se tornou reitor da Igreja de St. James (que mais tarde se tornaria sua catedral) e diretor da Home District Grammar School. Esta escola, também conhecida como "A Escola Azul", ensinava alunos de cinco a dezessete anos e enfatizava um meio prático de aprendizagem. Os alunos recitavam discursos abreviados da Câmara dos Comuns, aprendiam latim e eram encorajados a fazer perguntas aos seus colegas.
Conservador, Strachan apoiou sua nação durante a Guerra de 1812, usando seus sermões para apoiar a suspensão das liberdades civis. Ao ouvir sobre a queda do Forte Detroit para as forças britânicas, Strachan declarou em um sermão: "A brilhante vitória... foi de infinito serviço para confirmar os vacilantes e adicionar espírito aos leais". Strachan fez com que as jovens de York tricotassem bandeiras para os regimentos da milícia em que seus homens serviam e organizou campanhas de arrecadação de fundos para dar aos milicianos que serviam na fronteira do Niágara sapatos e roupas.
Em dezembro de 1812, Strachan fundou a Sociedade Leal e Patriótica do Alto Canadá, que arrecadou £ 21.500 para apoiar as famílias dos milicianos e cuidar dos feridos. Durante a Batalha de York em 1813, junto com oficiais superiores da milícia, Strachan negociou a rendição da cidade com o general americano Henry Dearborn. Os americanos violaram os termos saqueando casas e igrejas e trancaram os soldados britânicos feridos e os milicianos do Alto Canadá em um hospital sem comida ou água por dois dias. Strachan foi se encontrar para reclamar pessoalmente com Dearborn sobre a violação dos termos de rendição e envergonhou Dearborn para impor ordem às suas tropas. Ele é creditado por salvar a cidade das tropas americanas, ansiosas para saqueá-la e queimá-la.
Após o saque de York, Strachan enviou sua esposa e seus filhos para a Cornualha porque acreditava que estariam seguros lá. Poucos meses depois, a Cornualha foi tomada pelos americanos, que saquearam a casa de Strachan e provavelmente estupraram Anne Strachan, que estava grávida.

### Family Compact
Após a guerra, ele se tornou um pilar do Family Compact, a elite conservadora que controlava a colônia. Ele foi membro do Conselho Executivo do Alto Canadá de 1815 a 1836, bem como do Conselho Legislativo de 1820 a 1841. Ele foi um conselheiro influente dos Tenentes-Governadores do Alto Canadá e dos outros membros dos Conselhos e Assembleias, muitos dos quais eram seus ex-alunos. O "Family Compact" era a elite que compartilhava sua feroz lealdade à monarquia britânica, seu conservadorismo estrito e exclusivo e a igreja estabelecida, e seu desprezo pela escravidão, presbiterianos, metodistas, republicanismo americano e reformismo. Strachan era um líder de elementos antiamericanos, que ele via como uma ameaça republicana e democrática que prometia o caos e o fim de uma sociedade bem ordenada. Em 1822, ele foi nomeado membro honorário do Banco do Alto Canadá.
Strachan inventou o "mito da milícia" no sentido de que a milícia local fez mais para defender o Canadá do que o Exército Britânico, o que foi rejeitado pelos historiadores canadenses.
Strachan apoiou uma interpretação estrita do Ato Constitucional de 1791, alegando que as reservas do clero deveriam ser dadas somente à Igreja da Inglaterra, e não aos protestantes em geral. Em 1826, sua interpretação foi contestada por Egerton Ryerson, que defendia a separação entre Igreja e Estado e argumentava que as reservas deveriam ser vendidas em benefício da educação na província. Embora Strachan tenha controlado as reservas por muito tempo por meio da Corporação do Clero, ele acabou sendo forçado a supervisionar a venda da maior parte das terras em 1854.

### Interesses educacionais
Grande parte da vida e obra de Strachan concentrou-se na educação. Ele queria que o Alto Canadá estivesse sob o controle da Igreja Anglicana para evitar a influência americana. Tentou estabelecer revisões anuais para as escolas de ensino fundamental e médio para garantir que seguissem as doutrinas da Igreja Anglicana e tentou introduzir o sistema educacional britânico de Andrew Bell, mas essas leis foram vetadas pela Assembleia Legislativa. Em 1827, Strachan fundou o King's College, uma universidade anglicana, embora esta só tenha sido efetivamente criada em 1843.
Em 1839, ele foi consagrado o primeiro bispo anglicano de Toronto ao lado de Aubrey Spencer, o primeiro bispo de Newfoundland, no Palácio de Lambeth em 4 de agosto. Ele fundou o Trinity College em 1851, depois que o King's College foi secularizado como a Universidade de Toronto.
Em 1835, foi forçado a renunciar ao Conselho Executivo e à política em 1841, após o Ato de União. Continuou a influenciar seus antigos alunos, embora o Pacto Familiar tenha entrado em declínio na nova Província do Canadá. Strachan ajudou a organizar a Conferência de Bispos Anglicanos de Lambeth em 1867, mas faleceu naquele ano, antes de sua realização. Foi sepultado em um jazigo no presbitério da Catedral de St. James. Foi sucedido por Alexander Neil Bethune .
Strachan foi eleito membro da Sociedade Americana de Antiquários em 1846.

### Primeiras Nações
Strachan preocupava-se com os nativos e conclamava as pessoas a acolherem os "filhos da natureza" como irmãos. Ele afirmava que os Estados Unidos desejavam o Alto Canadá principalmente para exterminar as tribos indígenas e liberar o Oeste para a expansão americana. Strachan defendia a autonomia dos nativos, a superioridade da governança britânica e a centralidade do Alto Canadá no teatro de guerra contra os EUA. Ele rejeitou a suposição predominante na época de que os nativos eram meros peões na disputa e apresentou uma explicação original e influente de por que o Alto Canadá era vital tanto para os interesses nativos quanto para os imperiais.

### Vistas da igreja alta
Strachan dedicou-se intensamente à promoção da posição anglicana no Canadá. Nascido presbiteriano na Escócia, nunca a aceitou plenamente e recebeu a comunhão pela primeira vez em uma igreja anglicana em Kingston. Foi fortemente influenciado pelo bispo da alta igreja de Nova York, John H. Hobart. Strachan pregava que a Igreja Anglicana era um ramo da igreja universal e que era independente tanto do papa quanto do rei.
Strachan defendeu a Igreja da Inglaterra de oponentes que queriam reduzir sua influência no Alto Canadá. Ele publicou um sermão que dizia que uma nação cristã precisa de um estabelecimento religioso, referindo-se à Igreja Anglicana como o estabelecimento. Ele rejeitou a noção de que as reservas do clero eram destinadas a todas as denominações protestantes e apelou ao Colonial Office para manter o monopólio da Igreja Anglicana sobre esses lotes de terra.
Como a maioria dos protestantes da época, ele denunciou a corrupção da Igreja Católica. Rejeitou o revivalismo dos metodistas como uma heresia americana e enfatizou as práticas antigas e a liturgia histórica de sua igreja. Embora fosse um alto membro da igreja, a visão de Strachan alienou muitos de seus clérigos e leigos, oriundos das fileiras de imigrantes protestantes irlandeses de convicções mais baixas da igreja.
Strachan queria que mais fundos fossem distribuídos para construir infraestrutura eclesiástica na zona rural do Alto Canadá. Enquanto arrecadava fundos na Inglaterra, sua confiabilidade foi questionada quando ele criou um Quadro Eclesiástico das estatísticas religiosas do Alto Canadá que continha vários erros. Ele promoveu ativamente o trabalho missionário, usando o Instituto Teológico Diocesano em Cobourg para treinar o clero a lidar com as condições da fronteira. Muito de seu esforço depois de 1840 foi prejudicado por disputas teológicas na igreja. Ele também enfrentou ataques externos de reformadores políticos e denominações rivais.

## Morte e legado
Strachan morreu em 1 de novembro de 1867 em Toronto. Seu cortejo fúnebre ocorreu em 5 de novembro e percorreu as ruas da cidade, de sua casa em Front e York até a Catedral de St. James.
Gauvreau diz que na década de 1820 ele foi "o mais eloquente e poderoso expoente do Alto Canadá de uma ordem social anti-republicana baseada nos princípios conservadores de hierarquia e subordinação tanto na igreja quanto no estado". Craig o caracteriza como "o arqui-conservador canadense de sua era" por seu intenso conservadorismo e argumenta que Strachan "acreditava em uma sociedade ordenada, uma igreja estabelecida, a prerrogativa da coroa e direitos prescritivos; ele não acreditava que a voz do povo fosse a voz de Deus".

Uma placa erguida na Universidade de Toronto pelo Conselho de Sítios Arqueológicos e Históricos de Ontário homenageia a residência de Strachan. O Palácio do Bispo é o local onde se reuniram as forças legalistas que derrotaram William Lyon Mackenzie durante a Rebelião de 1837.
Neste local ficava o "Palácio do Bispo", residência do Bispo John Strachan (1778-1867), construído em 1817-1818, enquanto ele era o titular da Igreja de St. James. Nascido na Escócia, ele chegou ao Alto Canadá em 1799, onde alcançou destaque como educador e clérigo, sendo consagrado o primeiro Bispo Anglicano de Toronto em 1839. Serviu como membro do Conselho Legislativo da província de 1820 a 1841 e do Conselho Executivo de 1815 a 1836. Durante a Rebelião de 1837, as forças legalistas que derrotaram William Lyon Mackenzie perto da Taverna de Montgomery se reuniram nos terrenos do Palácio.
No verão de 2004, um busto de John Strachan foi erguido no pátio do Trinity College, na Universidade de Toronto. A Avenida Strachan, que vai do local original do Trinity College até a Lake Shore Blvd., também recebeu seu nome em sua homenagem.